# High Color
High Color (aus dem Englischen entlehnt, übertragen: großer Farbraum) ist ein Begriff aus der Computertechnik und bezeichnet eine Farbtiefe (maximale Anzahl der gleichzeitig darstellbaren Farben). Bei High Color mit Windows (16 Bit Farbtiefe, 216 = 65.536 Farben) werden meist je fünf Bit für die RGB-Anteile Rot und Blau und sechs Bit für Grün (weil das menschliche Auge dafür am empfindlichsten ist) reserviert und durch additive Farbmischung die resultierende Farbe bestimmt. Macintosh-Rechner können dagegen in der High-Color-Betriebsart nur 15 Bit Farbtiefe darstellen, d. h. 215 = 32.768 Farben.
Für viele Anwendungen ist diese Farbtiefe ausreichend. Vor allem bei weiten oder langgezogenen Farbverläufen, beispielsweise in Dämmerungsaufnahmen, kann es jedoch zu sichtbaren Abstufungen kommen. Um derartige Abstufungen abzuschwächen, wurde der, ab 24 Bit, nächstgrößere „True Color“ genannte Farbraum beschrieben. High Color wird in der Anwendungsentwicklung, spätestens seit 2007, kaum noch verwendet. Früher wurde es auch für Computerspiele verwendet, da es die zu behandelnden Datenmengen für eine schnelle Bildfolge gegenüber True Color reduziert und so flüssigere bewegte Bilder ermöglichen kann.
High Color wurde vor allem als Anzeigeformat bei Grafikkarten verwendet; die meisten Grafikformate unterstützen High Color nicht. Eine Ausnahme ist Windows Bitmap mit sogenannten „Bitmasken“, dieses Unterformat wird allerdings nur von wenigen Anwendungen unterstützt.